# Рейкхольт (Сюдюрланд)
Рейкхольт (исл. Reykholt, исландское произношение: [ˈreiːkˌhɔl̥t]; слушатьо файле) — город в Исландии, расположенный в общине Блаускоугабиггд региона Сюдюрланд.

## Этимология
Название Рейкхольт происходит от исландских слов «рейкюр» (исл. reykur — дым ) и «хольт» (исл. holt — неровная каменистая местность c низкой редкой растительностью ), что буквально означает «Дымная каменистая неровная земля».

## История
Территория, где ныне расположен Рейкхольт, была издавна известна как активная геотермальная зона, поэтому никаких поселений на том месте не было. Только в начале XX века, когда с одной стороны, геотермальная активность упала, а другой стороны уровень развития строительных технология стал выше, на этих землях началось строительство сельскохозяйственных сооружений и начальной школы.
Основа поселения в Рейхольте была заложена в 1928 году, когда местный землевладелец выделил участок земли для строительства начальной школы. Это была одна из первых школ в построенных в сельской местности Исландии, и по тем временам исландцы считали это большим достижением. Первая теплица в Рейкхольте, которая отапливалась горячей водой из термальных источников, была построена в 1932 году директором школы Стефауном Сигурдссоном на холме неподалёку от школы и древнего гейзера Рейкхольтсхвер. В 1939 году Торстейнном Лофтссоном было построено первое частное тепличное хозяйство, затем появилось еще несколько теплиц.
Долгие годы школа (впоследствии обновленная и расширенная в 1959 и 1990 годах), фермерские дома, садоводческие сооружения и теплицы были единственными постройками в Рейкхольте. Только в 1961 году было сооружено Аратунга — здание общественного центра, названное в честь первого исландского историка Ари Мудрого. Бассейн был открыт в 1975 году, а спортзал в 1999 году. Ремонтные мастерские были построен в 1990 году.

## Характеристика
Рейкхольт находится примерно в 96 километрах к востоку от Рейкьявика и в 40 км к северо-востоку от Сельфосса, в общине Блаускоугабиггд (исл. Bláskógabyggð) региона Сюдюрланд и насчитывает около 267 жителей (по состоянию на 1 января 2021 года). 
Через город проходит участок дороги регионального значения Бискюпстунгнабрёйт 35а идущей от кольцевой дороги Хрингвегюр 1 до водопада Гюдльфосс и дороги Кьяльвегюр 35b. В 2 километрах к западу от города проходит дорога местного значения Рейкьявегюр 355, а в 1,8 к востоку — Брайдратунгювегюр 359.
Город представляет собой небольшой сервисный центр для жителей общины Блаускоугабиггд. Есть детский сад, начальная школа, спортзал, бассейн,  общественный центр Аратунга, магазины и автозаправочная станция. Помимо небольших предприятий сферы обслуживания, крупными местными работодателями является тепличные хозяйства и садоводческие центры.
Туристическая инфраструктура в Рейкхольте представлена туристическим офисом, кемпингом, отелями и двумя ресторанами.

## Галерея

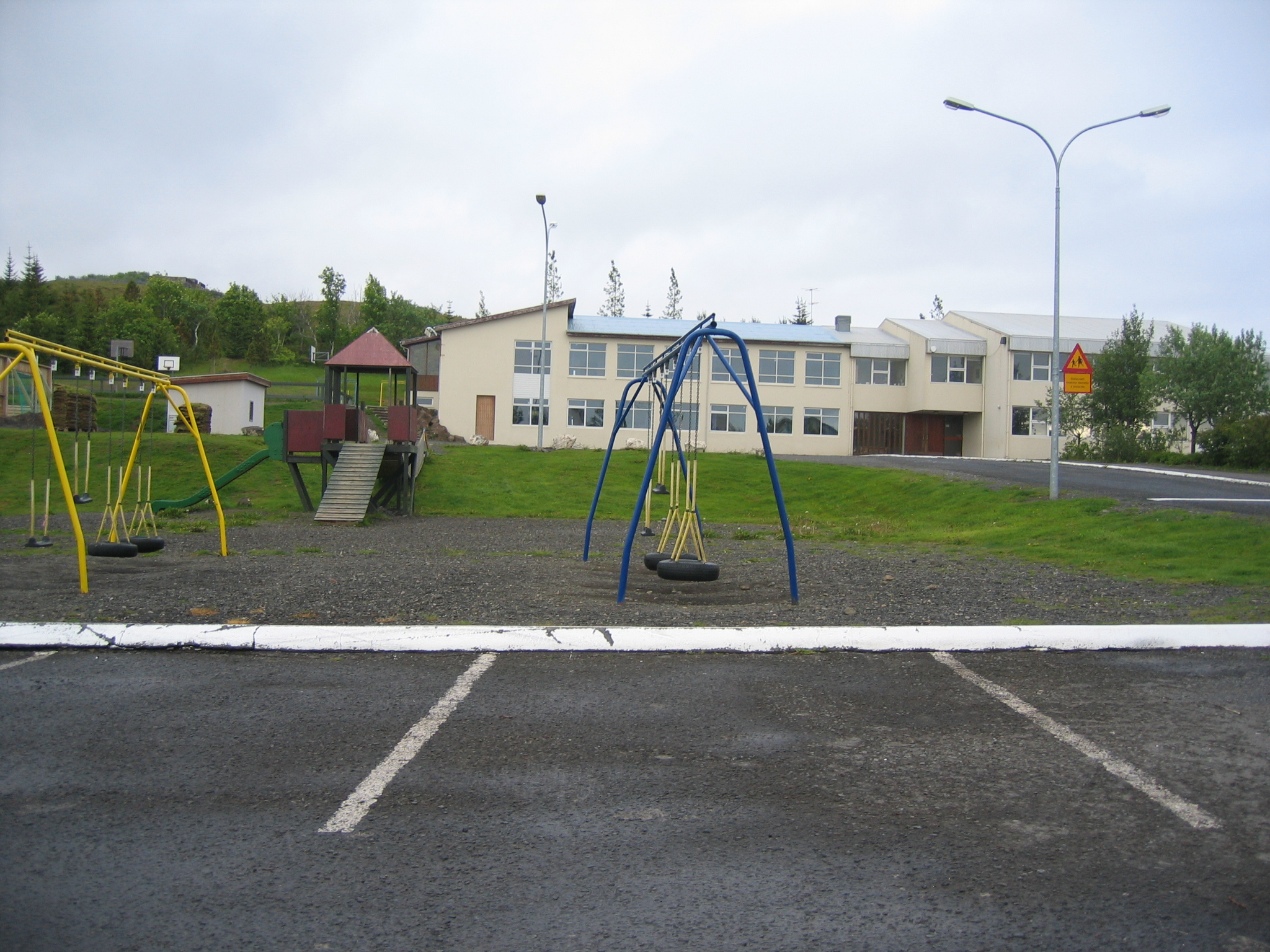
Начальная школа
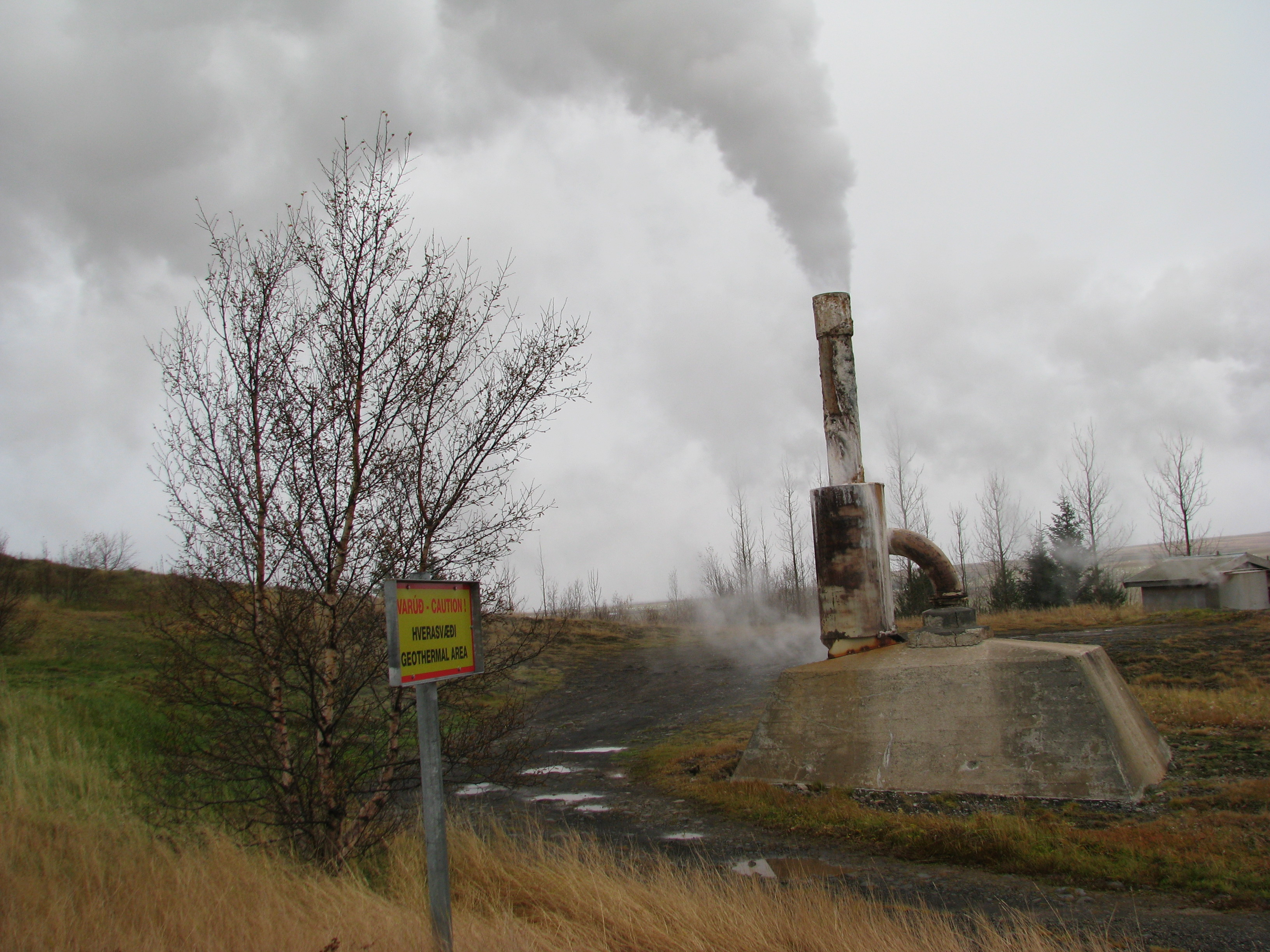
Гейзер Рейкхольтсхвер полностью закрытый системой для улавливания горячего пара
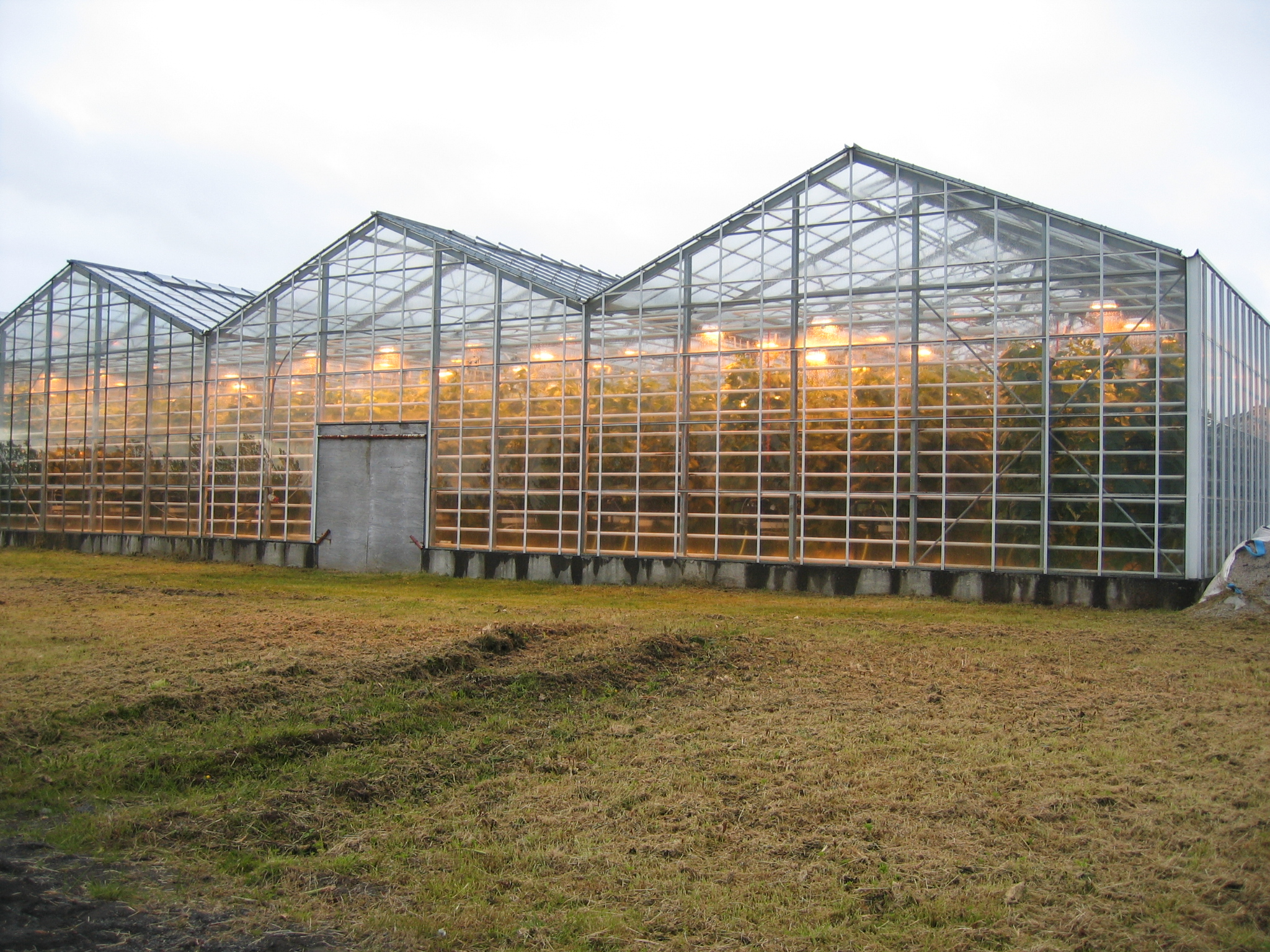
Тепличное хозяйство